# Team Colpack-Astro
El Team Colpack-Astro va ser un equip ciclista italià de ciclisme en ruta que va competir de 2000 a 2002. El 2003 es va unir amb l'equip eslovac De Nardi-Pasta Montegrappa creant així un nou equip anomenat De Nardi-Colpack-Astro.

## Corredor millor classificat en les Grans Voltes
| Any  | Giro d'Itàlia     | Tour de França | Volta a Espanya |
| ---- | ----------------- | -------------- | --------------- |
| 2000 | -                 | -              | -               |
| 2001 | 61.º Denis Lunghi | -              | -               |
| 2002 | 30.º Denis Lunghi | -              | -               |

## Principals resultats
- Gran Premi de la indústria i el comerç artesanal de Carnago: Denis Lunghi (2000)
- Giro del Friül: Denis Lunghi (2001)
- Giro d'Oro: Oscar Borlini (2001)
- Trofeu Edil C: Roman Luhovyj (2002)

### A les grans voltes
- Giro d'Itàlia
  - 2 participacions (2001, 2002)
  - 1 victòries d'etapa:
    - 1 el 2002: Denis Lunghi

  - 0 classificacions secundàries:

- Tour de França
  - 0 participació

- Volta a Espanya
  - 0 participació

## Composició de l'equip
| \| Llista de l'equip 2000 \| Llista de l'equip 2000 \| Llista de l'equip 2000 \| Llista de l'equip 2000 \| \| Ciclista \| Data de naixement \| Equip previ \| \| \| ---------------------- \| ---------------------- \| ------------------------------ \| ---------------------- \| \| Fabio Bulgarelli \| 21 de gener de 1977 \| \| \| \| Alessandro Cortinovis \| 11 de octubre de 1977 \| \| \| \| Valentino Fois \| 23 de setembre de 1973 \| Vini Caldirola-Sidermec (1999) \| \| \| Gianni Gobbini \| 4 de febrer de 1976 \| \| \| \| Denis Lunghi \| 21 de gener de 1976 \| Polti (1999) \| \| \| Miguel Ángel Meza \| 19 de maig de 1977 \| \| \| \| Andrea Nencini \| 22 de agost de 1973 \| \| \| \| Massimiliano Razzari \| 7 de gener de 1973 \| \| \| \| Moris Sammassimo \| 19 de novembre de 1976 \| \| \| \| Ruggiero Torraco \| 11 de gener de 1975 \| \| \| \| Gianluca Valoti \| 16 de febrer de 1973 \| Polti (1999) \| \| \| Mauro Zinetti \| 26 de juny de 1975 \| Polti (1999) \| \| \| \| \| \| \| \| Font: Cycling Archives \| \| \| \| |                        |                                |  |
| Llista de l'equip 2000 |                        |                                |  |
| Ciclista | Data de naixement      | Equip previ                    |  |
| Fabio Bulgarelli | 21 de gener de 1977    |                                |  |
| Alessandro Cortinovis | 11 de octubre de 1977  |                                |  |
| Valentino Fois | 23 de setembre de 1973 | Vini Caldirola-Sidermec (1999) |  |
| Gianni Gobbini | 4 de febrer de 1976    |                                |  |
| Denis Lunghi | 21 de gener de 1976    | Polti (1999)                   |  |
| Miguel Ángel Meza | 19 de maig de 1977     |                                |  |
| Andrea Nencini | 22 de agost de 1973    |                                |  |
| Massimiliano Razzari | 7 de gener de 1973     |                                |  |
| Moris Sammassimo | 19 de novembre de 1976 |                                |  |
| Ruggiero Torraco | 11 de gener de 1975    |                                |  |
| Gianluca Valoti | 16 de febrer de 1973   | Polti (1999)                   |  |
| Mauro Zinetti | 26 de juny de 1975     | Polti (1999)                   |  |
| |                        |                                |  |
| Font: Cycling Archives |                        |                                |  |

| \| Llista de l'equip 2001 \| Llista de l'equip 2001 \| Llista de l'equip 2001 \| Llista de l'equip 2001 \| \| Ciclista \| Data de naixement \| Equip previ \| \| \| ---------------------- \| ---------------------- \| ---------------------- \| ---------------------- \| \| Yoshiyuki Abe \| 15 de agost de 1969 \| \| \| \| Giosuè Bonomi \| 21 de octubre de 1978 \| \| \| \| Oscar Borlini \| 12 de juliol de 1977 \| \| \| \| Fabio Bulgarelli \| 21 de gener de 1977 \| \| \| \| Matteo Carrara \| 25 de març de 1979 \| \| \| \| Michele Colleoni \| 14 de desembre de 1977 \| Polti (2000) \| \| \| Alessandro Cortinovis \| 11 de octubre de 1977 \| \| \| \| Matteo Gigli \| 16 de febrer de 1978 \| \| \| \| Gianni Gobbini \| 4 de febrer de 1976 \| \| \| \| Denis Lunghi \| 21 de gener de 1976 \| Polti (1999) \| \| \| Rafael Mateos \| 23 de febrer de 1976 \| Polti (2000) \| \| \| Renzo Mazzoleni \| 31 de gener de 1977 \| \| \| \| Miguel Ángel Meza \| 19 de maig de 1977 \| \| \| \| Hidenori Nodera \| 7 de juny de 1975 \| \| \| \| Rafael Nuritdínov \| 12 de juny de 1977 \| \| \| \| Massimiliano Razzari \| 7 de gener de 1973 \| \| \| \| Moris Sammassimo \| 19 de novembre de 1976 \| \| \| \| \| \| \| \| \| Font: Cycling Archives \| \| \| \|Nota: Yoshiyuki Abe |                        |              |  |
| Llista de l'equip 2001 |                        |              |  |
| Ciclista | Data de naixement      | Equip previ  |  |
| Yoshiyuki Abe | 15 de agost de 1969    |              |  |
| Giosuè Bonomi | 21 de octubre de 1978  |              |  |
| Oscar Borlini | 12 de juliol de 1977   |              |  |
| Fabio Bulgarelli | 21 de gener de 1977    |              |  |
| Matteo Carrara | 25 de març de 1979     |              |  |
| Michele Colleoni | 14 de desembre de 1977 | Polti (2000) |  |
| Alessandro Cortinovis | 11 de octubre de 1977  |              |  |
| Matteo Gigli | 16 de febrer de 1978   |              |  |
| Gianni Gobbini | 4 de febrer de 1976    |              |  |
| Denis Lunghi | 21 de gener de 1976    | Polti (1999) |  |
| Rafael Mateos | 23 de febrer de 1976   | Polti (2000) |  |
| Renzo Mazzoleni | 31 de gener de 1977    |              |  |
| Miguel Ángel Meza | 19 de maig de 1977     |              |  |
| Hidenori Nodera | 7 de juny de 1975      |              |  |
| Rafael Nuritdínov | 12 de juny de 1977     |              |  |
| Massimiliano Razzari | 7 de gener de 1973     |              |  |
| Moris Sammassimo | 19 de novembre de 1976 |              |  |
| |                        |              |  |
| Font: Cycling Archives |                        |              |  |

| \| Llista de l'equip 2002 \| Llista de l'equip 2002 \| Llista de l'equip 2002 \| Llista de l'equip 2002 \| \| Ciclista \| Data de naixement \| Equip previ \| \| \| ------------------------------------------------- \| ---------------------- \| ---------------------- \| ---------------------- \| \| Giosuè Bonomi \| 21 de octubre de 1978 \| \| \| \| Matteo Carrara \| 25 de març de 1979 \| \| \| \| Michele Colleoni \| 14 de desembre de 1977 \| Polti (2000) \| \| \| Matteo Gigli \| 16 de febrer de 1978 \| \| \| \| Leonardo Giordani \| 27 de maig de 1977 \| Fassa Bortolo (2001) \| \| \| Andrea Giupponi \| 18 de maig de 1980 \| \| \| \| Roman Luhovyy \| 4 de agost de 1979 \| \| \| \| Denis Lunghi \| 21 de gener de 1976 \| Polti (1999) \| \| \| Rafael Mateos \| 23 de febrer de 1976 \| Polti (2000) \| \| \| Renzo Mazzoleni \| 31 de gener de 1977 \| \| \| \| Miguel Ángel Meza \| 19 de maig de 1977 \| \| \| \| Hidenori Nodera \| 7 de juny de 1975 \| \| \| \| Rafael Nuritdínov \| 12 de juny de 1977 \| \| \| \| Vladimir Smirnov \| 13 de abril de 1978 \| CCC Mat Ceresit (2001) \| \| \| Alessandro Vanotti (1 de set–31 de des, aprenent) \| 16 de setembre de 1980 \| \| \| \| \| \| \| \| \| Font: Cycling Archives \| \| \| \| |                        |                        |  |
| Llista de l'equip 2002 |                        |                        |  |
| Ciclista | Data de naixement      | Equip previ            |  |
| Giosuè Bonomi | 21 de octubre de 1978  |                        |  |
| Matteo Carrara | 25 de març de 1979     |                        |  |
| Michele Colleoni | 14 de desembre de 1977 | Polti (2000)           |  |
| Matteo Gigli | 16 de febrer de 1978   |                        |  |
| Leonardo Giordani | 27 de maig de 1977     | Fassa Bortolo (2001)   |  |
| Andrea Giupponi | 18 de maig de 1980     |                        |  |
| Roman Luhovyy | 4 de agost de 1979     |                        |  |
| Denis Lunghi | 21 de gener de 1976    | Polti (1999)           |  |
| Rafael Mateos | 23 de febrer de 1976   | Polti (2000)           |  |
| Renzo Mazzoleni | 31 de gener de 1977    |                        |  |
| Miguel Ángel Meza | 19 de maig de 1977     |                        |  |
| Hidenori Nodera | 7 de juny de 1975      |                        |  |
| Rafael Nuritdínov | 12 de juny de 1977     |                        |  |
| Vladimir Smirnov | 13 de abril de 1978    | CCC Mat Ceresit (2001) |  |
| Alessandro Vanotti (1 de set–31 de des, aprenent) | 16 de setembre de 1980 |                        |  |
| |                        |                        |  |
| Font: Cycling Archives |                        |                        |  |

## Classificacions UCI
Fins al 1998 els equips ciclistes es trobaven classificats dins l'UCI en una única categoria. El 1999 la classificació UCI per equips es dividí entre GSI, GSII i GSIII. D'acord amb aquesta classificació els Grups Esportius I són la primera categoria dels equips ciclistes professionals. La següent classificació estableix la posició de l'equip en finalitzar la temporada.
| Temporada | Classificació per equips | Millor ciclista en la classificació individual |
| --------- | ------------------------ | ---------------------------------------------- |
| 2000      | 27è (GSII)               | Denis Lunghi (236è)                            |
| 2001      | 26è (GSII)               | Denis Lunghi (197è)                            |
| 2002      | 19è (GSII)               | Denis Lunghi (277è)                            |